# 倉交信号場
倉交信号場（チャンギョしんごうじょう）は、大韓民国江原道原州市にかつて存在した、韓国鉄道公社中央線の信号場である。

## 路線
- 韓国鉄道公社
  - 中央線

## 歴史
- 1977年3月1日 : 信号場として営業開始。[1]
- 1995年8月10日 : 有人信号場に変更。
- 2005年4月1日 : 無人信号場に変更。
- 2021年1月5日：西原州駅 - 堤川駅間の複線電化新線完成に伴い廃止。

## 隣の駅
韓国鉄道公社
中央線
盤谷駅 - (金交信号場) - (雉岳駅) - 倉交信号場 - 神林駅